# Defiance Uplift
Koordinaten: 35° 51′ N, 109° 15′ W
Die Defiance Uplift ist eine Hebung im Grenzgebiet der US-Bundesstaaten Arizona und New Mexico im Zentrum des Colorado-Plateaus. Sie verläuft in Nord-Süd-Richtung und hat eine Länge von über 150 km bei etwa 55 bis 70 km Breite. Durch sie ist das Defiance Plateau mit einer Höhe von maximal 2389 m entstanden.

## Geographie
Die gesamte Hebung liegt in der Navajo Nation, dem selbstverwalteten Territorium des Volkes der Navajo, die sich selbst als Diné bezeichnen. Der Name defiance stammt vom ehemaligen Militärstützpunkt und der gleichnamigen heutigen Siedlung Fort Defiance, die wiederum nach dem englischen Wort benannt sind, das etwa sich zur Wehr setzen bedeutet. Er wurde 1916 auf das Plateau und später auf die Hebung übertragen. Südlich von Fort Defiance liegt die Siedlung Window Rock, die Hauptstadt der Navajo Nation. Auf dem Defiance Plateau selbst gibt es außer diesen beiden Orten sonst nur kleine Orte und Streusiedlungen der Navajo, darunter der Ort Navajo am Red Lake, Crystal, Sawmill, Tse Bonito, Nazlini, St. Michaels und zahlreiche weitere.
Am Rand der Hebung liegen Shiprock und Gallup auf der zu New Mexico gehörenden Ostflanke, sowie Ganado, Chinle und Mexican Water in Arizona und im Westen. In den Tälern, die die Hebung begrenzen, verlaufen jeweils Highways, im Norden der U.S. 64, der in den U.S. 160 mündet, im Osten der U.S. 666, im Süden der Interstate Highway 40 und im Westen der U.S. 191. Die einzige größere Querung des Gebietes ist die in Ost-West-Richtung verlaufenden New Mexico State Route 264, bzw. Arizona State Route 264, die Window Rock durchquert.

## Geologie
Die Hebung erfolgte am Ende der Kreidezeit und vor etwa 50 Millionen Jahren (mya), was zugleich gegen Ende der von 80 bis 40 mya stattfindenden laramischen Gebirgsbildung lag, in der auch die Rocky Mountains entstanden. Die Defiance Uplift hob und kippte den Gesteinsblock so, dass das entstehende Defiance Plateau im Osten steil ansteigt und von dort nach Westen flach abfällt. Dass die Hebung nicht vollständig gerade erfolgt, zeigen Spuren einer Scherbewegung in Folge einer Blattverschiebung.
Im Osten schließen sich die Chuska Mountains, im Norden die Carrizo Mountains an.
Die Hebung fand so langsam statt, dass sich auf der von Ost nach West geneigten Oberfläche Wasserläufe in den relativ weichen Sandstein des Blocks eingraben konnten, der der Gesteinsschicht des De Chelly Sandstone zugehört. Mehrere dieser Wasserläufe, die sich im nach dem Ort Chinle benannten Chinle Wash sammelten, gruben Canyons mit nahezu senkrechten Wänden in das Gestein. Diese zusammenlaufenden Schluchten sind der Canyon de Chelly, der nicht nur wegen seiner landschaftlichen und erdgeschichtlichen Besonderheiten, sondern auch für seine Geschichte als Siedlungs- und Zufluchtsort für prähistorische Anasazi und die heute dort lebenden Navajo-Indianer als Canyon de Chelly National Monument als Gedenkstätte vom Typ eines National Monument ausgewiesen ist.
Im Oligozän und im Unteren Miozän vor zirka 28 bis 19 Millionen Jahren stieg in den durch die Hebung entstandenen Monoklinalen, East Defiance Monocline im Osten und der West Defiance Monocline im Westen Magma auf und trat als Lava an die Oberfläche aus. Rund 50 der insgesamt über 80 Diatreme des eine größere Region umfassenden Navajo Volcanic Field liegen auf dem Defiance Uplift. Das Vulkanfeld erlaubt wegen seiner ungewöhnlichen Gesteinszusammensetzung einen Blick in den Erdmantel kurz nach der lamarischen Gebirgsbildung.

## Geschichte
Die Region war in prähistorischer Zeit von allen charakteristischen archäologischen Kulturen besiedelt, die den Anasazi zugehören. Von den frühen Basketmaker, deren erstes Auftreten nicht genau datierbar ist, bis zu den Erbauern der Pueblos ab etwa 700 und dem Zusammenbruch der Anasazi-Kulturen um das Jahr 1300. Direkte Nachfolger hatten sie in der Region nicht, die Zuñi und weitere Völker der Pueblo-Kultur leben bis heute weiter östlich am Rio Grande. Die Hopi lebten ursprünglich ebenfalls dort, bevor sie im 19. Jahrhundert in ihr heutiges Reservat in Arizona, westlich der Defiant-Gegend verdrängt wurden.
Aus nördlichen Regionen zogen neue Bewohner in den Südwesten und die Defiance-Region. Als im 16. Jahrhundert die ersten Spanier die Gegend erreichten, trafen sie auf die frühen Navajo. Anfang des 18. Jahrhunderts legten Spanier eine Spanische Mission in St. Michaels im Süden des Plateaus an, weitere Missionen entstanden in Ganado im Südwesten des Gebiets und die Emmanuel Mission im Norden. 1804/05 und dann wieder 1864 wurde der Canyon de Chelly zum letzten Rückzugs- und Schutzraum gegen militärische Kampagnen, erst der Spanier, dann der U.S. Army gegen die Navajo. 1868 durften die Überlebenden der als Long Walk bezeichneten Vertreibung wieder in ihre Heimatregion zurückkehren. Sie bewohnen seitdem auch wieder das Defiant-Plateau.
1876 gründete der Händler Lorenzo Hubbell seinen ersten Handelsposten in Ganado, den Hubbell Trading Post, der wegen seiner besonderen historischen Bedeutung als National Historic Site ausgewiesen ist. Zehn Jahre später gründete er einen Ableger in Chinle.